# Сни робота
«Сни робота» (англ. Robot Dreams) — збірка науково-фантастичних оповідань американського письменника  Айзека Азімова, що вийшла 1986 року в американському видавництві «Berkley Books». Збірка містить 4 оповідання про роботів та 5 про Мультивак.

## Оповідання
| Назва                     | Оригінальна назва            | рік  | тема      |
| ------------------------- | ---------------------------- | ---- | --------- |
| Загубився робот           | Little Lost Robot            | 1947 | роботи    |
| Сни робота                | Robot Dreams                 | 1986 | роботи    |
| Виведення людей?          | Breeds There a Man...?       | 1951 |           |
| Господарка                | Hostess                      | 1951 |           |
| Саллі                     | Sally                        | 1953 | роботи    |
| Штрейкбрехер              | Strikebreaker                | 1957 |           |
| Машина, яка виграла війну | The Machine That Won the War | 1961 | Мультивак |
| Очі не тільки бачать      | Eyes Do More Than See        | 1965 |           |
| Марсіанський шлях         | The Martian Way              | 1952 |           |
| Франшиза                  | Franchise                    | 1955 | Мультивак |
| Жартівник                 | Jokester                     | 1956 | Мультивак |
| Останнє запитання         | The Last Question            | 1956 | Мультивак |
| Чи переймається бджола?   | Does a Bee Care?             | 1957 |           |
| Світловірші               | Light Verse                  | 1973 | роботи    |
| Відчуття сили             | The Feeling of Power         | 1958 |           |
| Прізвище на «С»           | Spell My Name with an S      | 1958 |           |
| Потворний хлопчик         | The Ugly Little Boy          | 1958 |           |
| Більярдна куля            | The Billiard Ball            | 1967 |           |
| Справжнє кохання          | True Love                    | 1977 | Мультивак |
| Остання відповідь         | The Last Answer              | 1980 |           |
| Щоб не пам'ятали          | Lest We Remember             | 1982 |           |